# Chester H. Pond
Chester H. Pond   (26 de març de 1844 - 11 de juny de 1912) va ser un inventor nord-americà. Va inventar molts aparells utilitzats en telegrafia. ambé va fundar la ciutat de Moorhead, Mississipi. Més tard va ser promotor de ferrocarrils..

## Obra
Chester Henry Pond va ser un dels fundadors de l'empresa Self Winding Clock Company va patentar un moviment de rellotge el 1884 (patent núm. 308.521). També va ser director de la Gamewell Fire Alarm-Telegraph Company. Va ser un excel·lent fabricant d'instruments i un pioner en el desenvolupament en el camp de l'electricitat. Va dissenyar un petit motor elèctric i el va combinar amb un mecanisme de rellotge convencional.
El 1886, Pond va patentar un dispositiu de correcció que utilitzava el corrent elèctric per activar una palanca mecànica connectada al moviment del rellotge. Aquest conjunt de correcció movia les agulles del rellotge amb precisió per mantenir el rellotge a l'hora (patent núm. 339.688). Si el rellotge no era del tot precís, es corregia en rebre el senyal horari a través d'una línia de telègraf d'un rellotge mestre calibrat a l'Observatori Naval dels EUA. Aquesta correcció es va anomenar sincronització, i la majoria de rellotges SWCC estaven equipats amb aquesta opció. Pond va morir a Moorhead l'11 de juny de 1912.